# Бенинская кухня

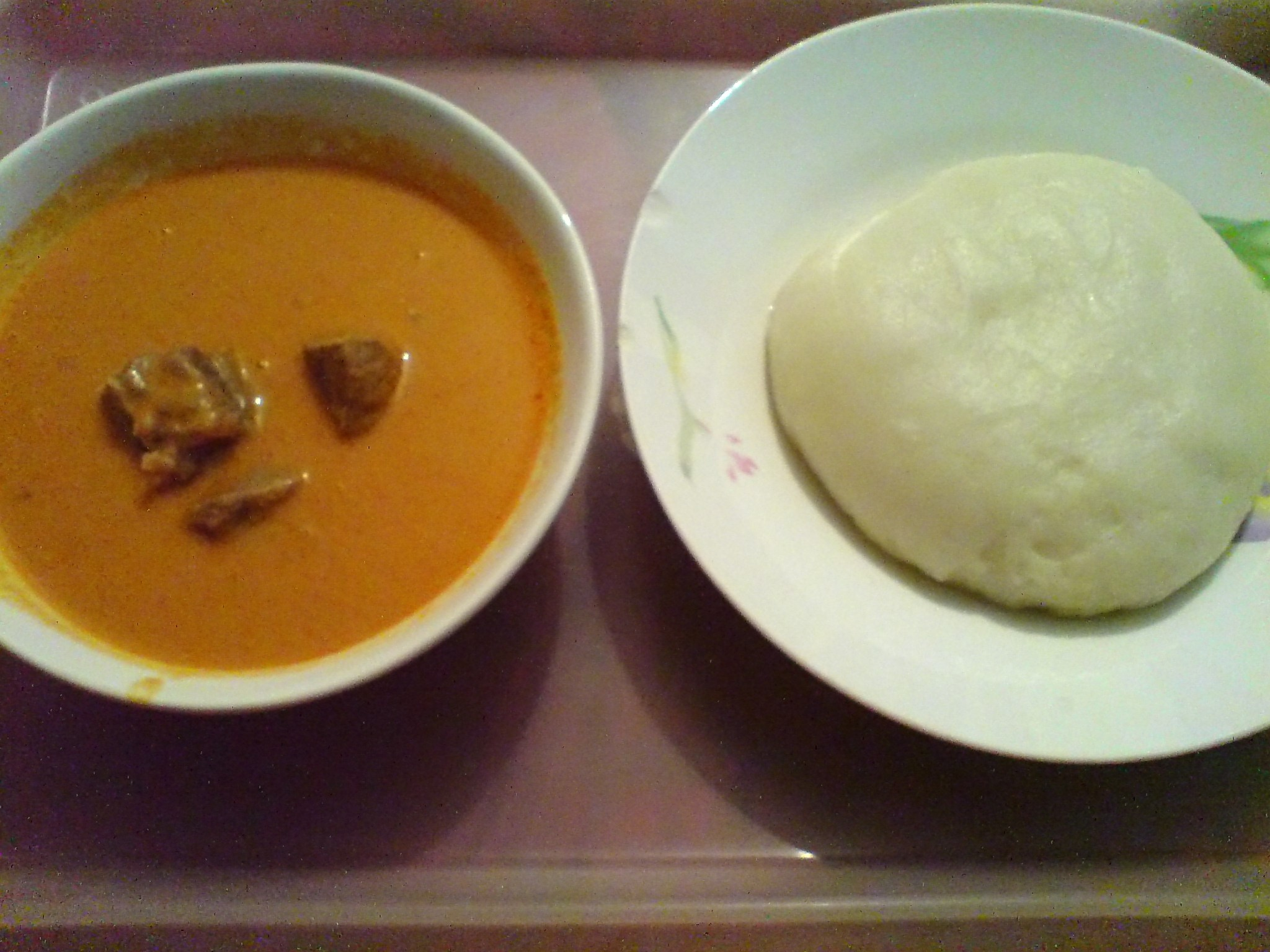
Тарелки с фуфу (справа) и с арахисовым супом

Бенинская кухня — традиционная кухня Бенина, известна в Африке своими экзотическими ингредиентами и ароматными блюдами. Бенинская кухня включает в себя множество свежих блюд, которые подаются с различными соусами. Мясо в Бенине довольно дорого, и в блюдах обычно мало мяса и много растительного жира.

## Основная кухня
В кухне южного Бенина наиболее распространенным ингредиентом является кукуруза, которую часто используют для приготовления теста и в основном подают с соусами на основе арахиса или томатов. Рыба и курица — наиболее распространенная замена мясу, используемая в южной бенинской кухне, но также употребляются говядина, свинина, козлятина и мясо акациевой крысы. Мясо часто жарят на пальмовом или арахисовом масле. Рис, бобы, помидоры и кускус также являются основными продуктами питания. В кухне Бенина распространены фрукты, в том числе мандарины, апельсины, бананы, киви, авокадо, ананасы. Фрукты весьма дешевы, а манго и бананы бывают бесплатны (поскольку растут и вызревают совершенно открыто), встречается виноград, перед продажей вымачиваемый в холодной воде.
Основным продуктом питания в северном Бенине является ямс, и его также часто подают с соусами на основе арахиса или томатов. Население северных провинций употребляет говядину и свинину, которую обжаривают на пальмовом или арахисовом масле или готовят в соусах. В некоторых блюдах используется сыр. Также обычно едят кускус, рис, бобы и такие фрукты, как манго, апельсины и авокадо.
Наиболее распространенным способом приготовления мяса является жарка на пальмовом или арахисовом масле, также часто готовят копченую рыбу. Измельчители используются для приготовления кукурузной муки, из которой делают тесто и подают с соусами. «Курица на вертеле» — традиционный рецепт, в котором курицу жарят на огне на деревянных палочках.
Иногда размягчают корни пальмы, замачивая их в банке с солёной водой и нарезанным чесноком, а затем используют в различных блюдах.
Молочные блюда не распространены, но сыр добавляется в различные блюда. Выделывается также мягкий сыр из козьего молока (обычно обжаривается)
Из блюд общеафриканской кухни в бенинскую входят рис, макаронные изделия, брошетт (приготовленное на вертеле) и др.
Из горячих напитков есть только растворимый кофе, употребляемый со сгущённым молоком; из холодных напитков — биссап и разбавленный водой и подслащённый натуральный лимонный сок (цитронад).
Приготовления пищи осуществляется в отдельно стоящих глиняных печах (даже во многих городских районах еда готовится на улице) и в глиняной посуде (горшках), которая используется для хранения еды и воды; эти горшки обычно содержатся вне дома. Приготовлением пищи, в основном, занимаются женщины. Холодильники не распространены, поэтому большинство людей ходят за продуктами на рынок несколько раз в неделю. Готовят по крайней мере два раза в день: в середине дня и в его конце. На завтрак могут подаваться разогретые остатки ужина, употребляется фаст-фуд.
Французское влияние в бенинской кухне (Бенин — бывшая французская колония) сейчас практически непрослеживается.

## Специальные продукты
- Сыр вагаси — это оригинальный сыр из коровьего молока, производимый народом фулани на севере Бенина. В изобилии доступен в таких городах, как Параку. Это мягкий сыр с мягким вкусом и красной коркой.

- Акара — это блюдо, приготовленное из очищенного черноглазого гороха, сформованного в шарик, а затем обжаренного во фритюре на красном пальмовом масле. Встречается на большей части территории Республики Бенин, Нигерии и Ганы.

Фирменными блюдами и продуктами бенинской кухни являются:
- Акасса — ферментированное кукурузное тесто, подается с соусом.
- Акпан — кукурузные клецки, обмакиваемые в соус.
- Алоко — жареный плантан
- Амиво — тесто из красной кукурузы, часто приготовленное с томатным пюре, луком и перцем и подаваемое с соусом.
- Бенье — пирог из жареного арахиса, приготовленный на масле.
- Калалу — овощной суп с мясом (обычно козлятиной) и морепродуктов (одно из основных блюд кухни Бенина).
- Тесто — кукурузное тесто, обычно пропитанное соусами.
- Фуфу — пюре из батата.
- Гарри — блюдо из клубней маниоки.
- Мойо — соус из томатной пасты, лука и перца, который обычно подают к жареной рыбе.
- Игнаме пили — толчёный батат с чили тамбо, помидорами, луком, куриным консоме и арахисом с говядиной.
- Масса — бенинский десерт, оладьи из ферментированного теста из рисовой или пшенной муки.

К экзотическим и экстравагантным блюдам национальной кухни Бенина относится еда местных аборигенов — жареная саранча.

## Напитки
- Чукачу или «чук» — это бенинское пиво из просо, которое обычно изготавливают и употребляют в северном Бенине, а в южный Бенин доставляют железнодорожным и автомобильным транспортом.
- Содаби — часто употребляемый на мероприятиях и церемониях ликер, приготовленный из винной пальмы.

## Галерея

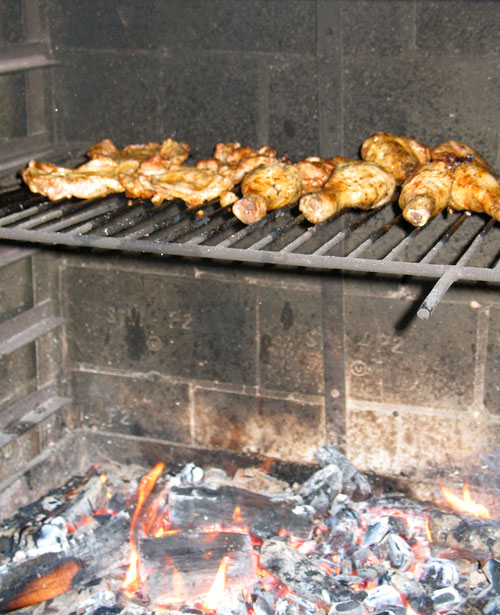
Обжаривание курицы
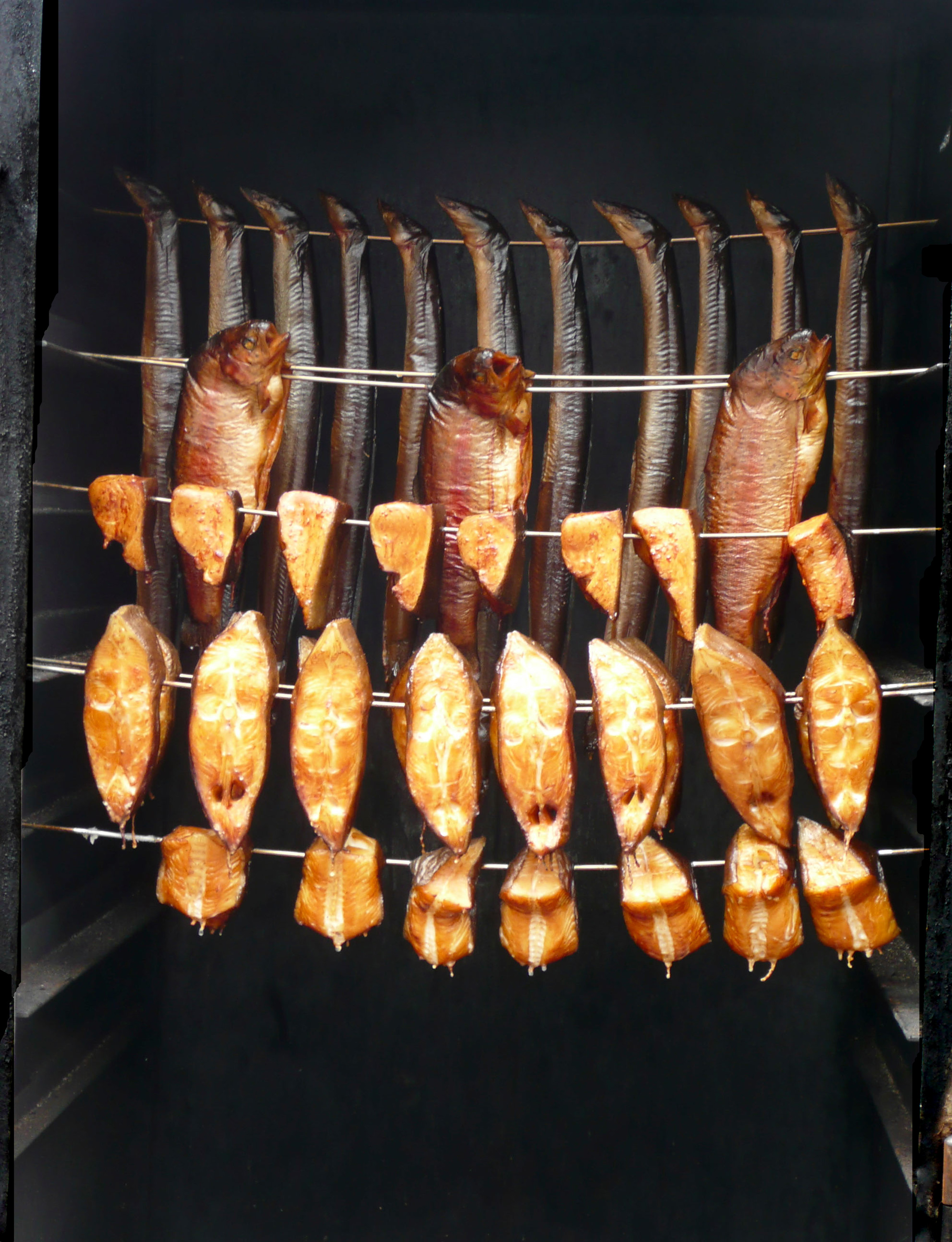
Копчение рыбы

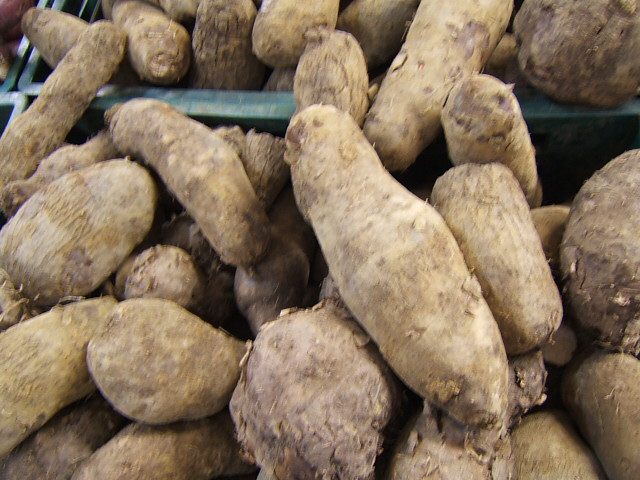
Ямс
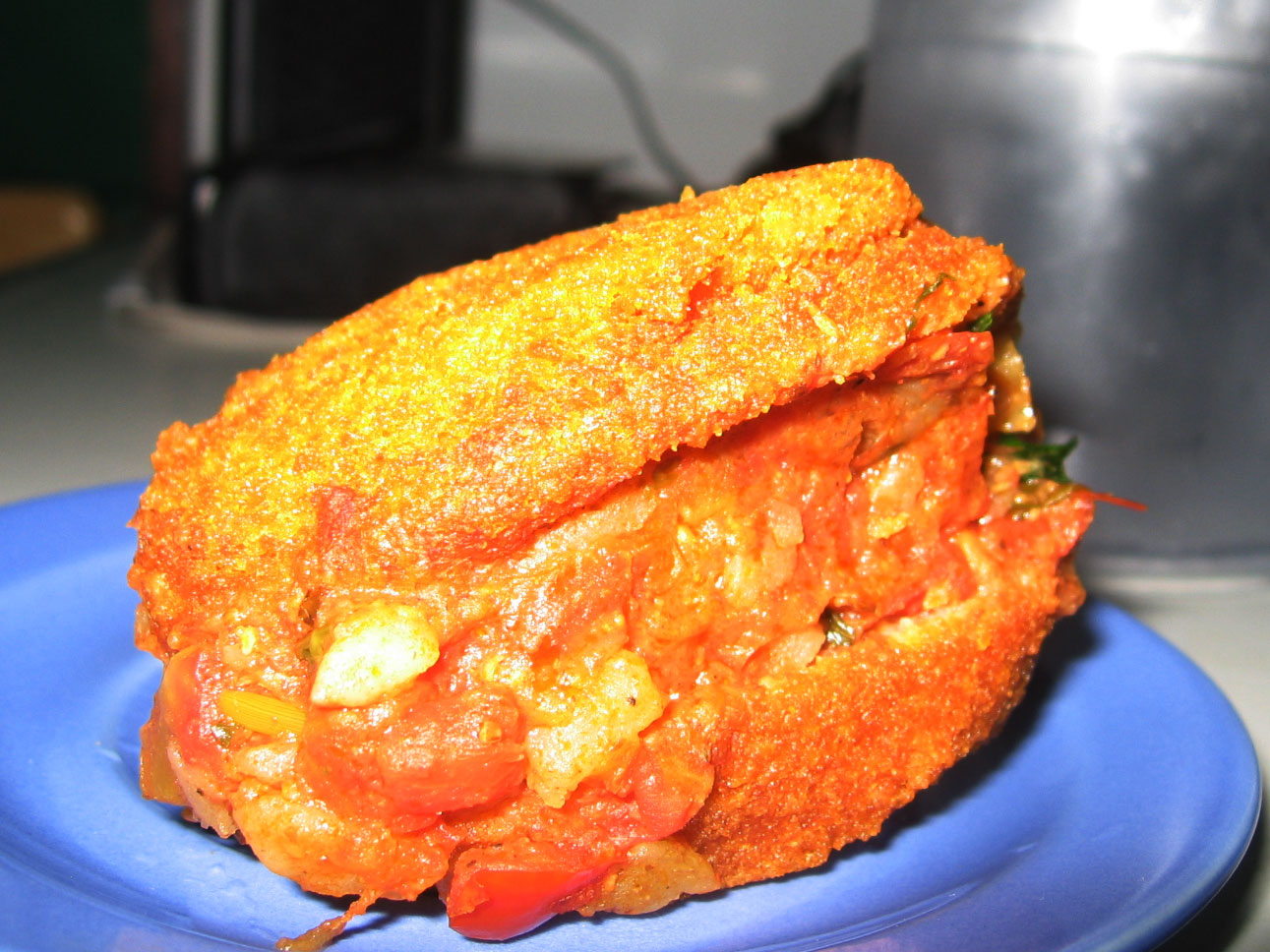
Акараже — очищенный черноглазый горох, скатанный в шарик и обжаренный во фритюре
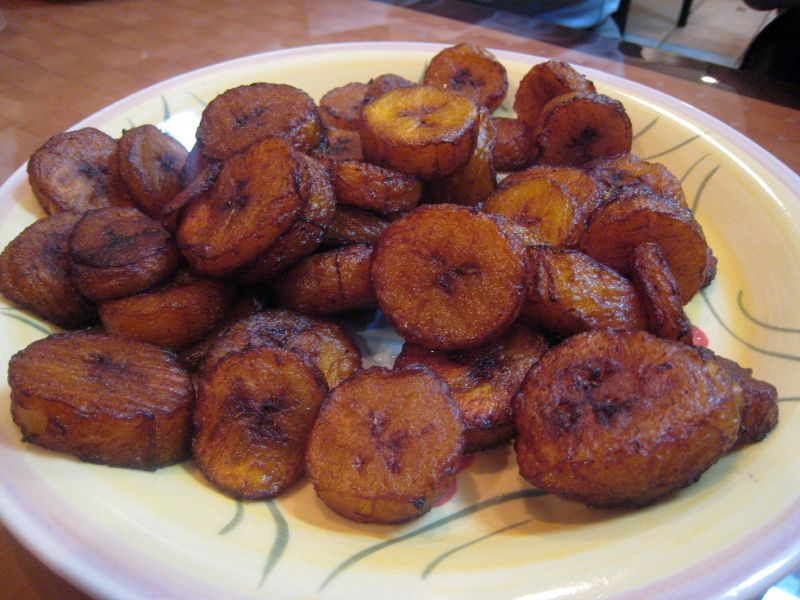
Алоко (жареный плантан)
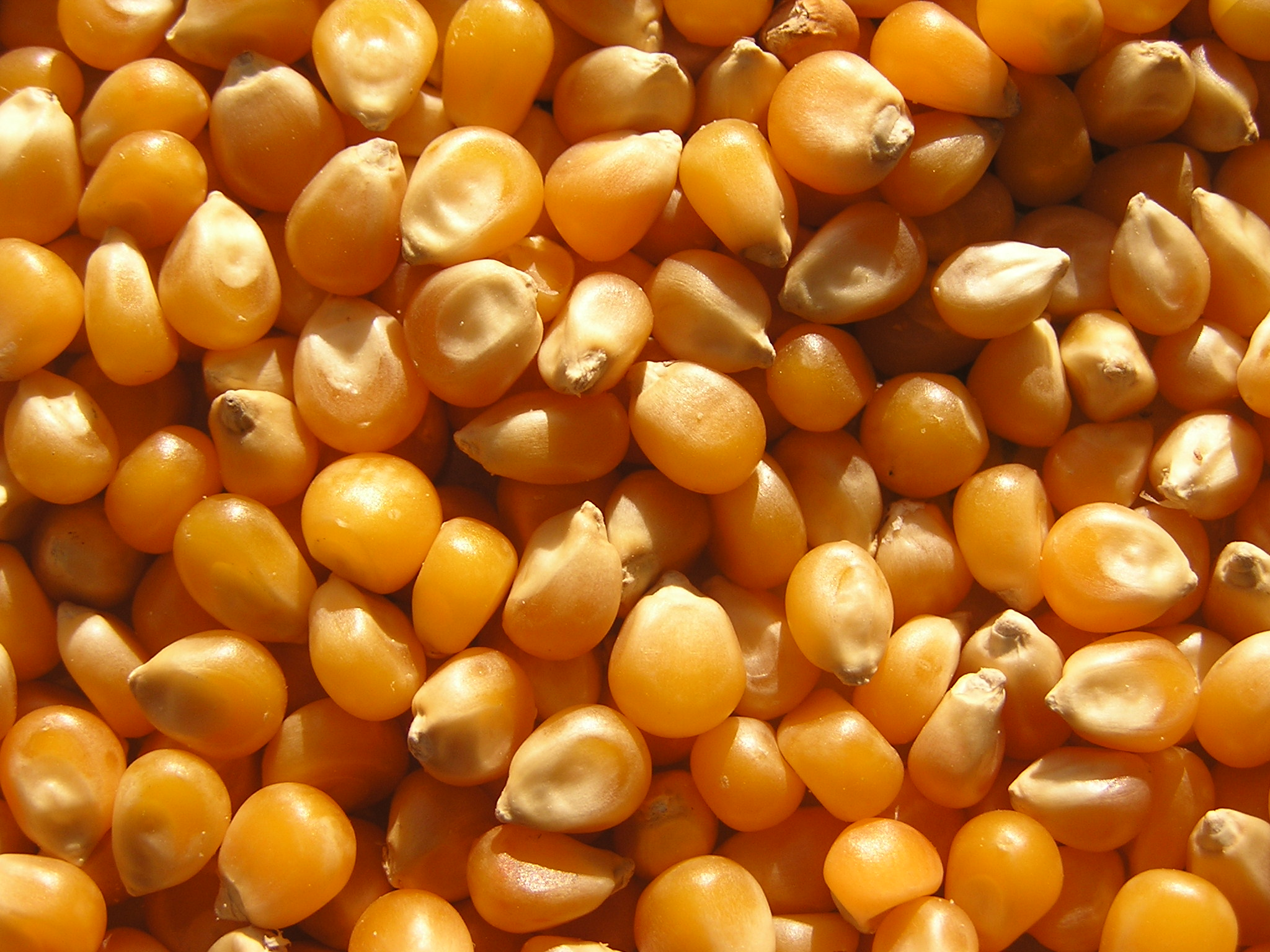
Кукуруза